# Alex Cruz
Alex Cruz est un astronome amateur américain.

## Biographie
Le Centre des planètes mineures le crédite de la découverte de l'astéroïde (77185) Cherryh effectuée le 20 mars 2001 avec la collaboration de Don J. Wells.